# Temporada 1991 de la Fórmula 3 Chilena
La temporada 1991 de la Fórmula Tres Chilena o por motivos comerciales «Fórmula Tres Denim» fue la 19.ª temporada del principal campeonato de monoplazas en Chile, se disputaron 12 fechas que se extendieron desde el 3 de marzo al 24 de noviembre del presente año, habiendo un receso desde finales de junio a mediados de agosto, por la Copa América disputada ese año en Chile. De las fechas, todas fueron disputadas en el autódromo de Las Vizcachas, usándose por última vez, el trazado largo de 2997 metros y teniendo como socio televisivo a Universidad de Chile Televisión y posteriormente RTU, quien transmitió las competencias en vivo y en directo los domingos en la tarde por el bloque «acción en directo».
La temporada se caracterizó por incluir nuevos equipos participantes, entre el que se destaca el equipo Cera Team-Kenwood-Eliseo, siendo regentado por el mismo Eliseo Salazar, usando motores Nissan y chasis marca Larroquette.  Sport Wagon-Unocal 76 con el joven de 20 años de edad, Lino Pesce Jr., Combustibles Comar-Lubricantes Castrol con Jorge Hormann, Lubricantes Maraven con René Valenzuela, Prove Rep - V.T.J. Autos con Julio Infante, Valvoline - Covial - Akai con el joven y cada vez emergente, Ramón Ibarra y Celulares Technophone, con Francisco Heymann y el piloto de Perú, Pedro García-Miró.
Giuseppe Bacigalupo, piloto de la escudería Marlboro-Shell, se alzó con su quinto título ganando 5 carreras de 12 disputadas, la primera bajo una torrencial lluvia, en la que pudo alzarse con el primer lugar después de un año y un mes sin saber de triunfos, el resto de los triunfos fueron cuatro consecutivos y donde consiguió el récord de puntaje (todavía vigente) de 70 puntos sin necesidad de recurrir al punto extra de la pole position que se puso en práctica la temporada siguiente. Los otros ganadores fueron el campeón defensor del título, Kurt Horta, con tres triunfos, Carlos Capurro con dos, y con un triunfo, pilotos que nunca habían ganado una carrera, como Lino Pesce Jr. en la primera fecha y el otro piloto de Marlboro-Shell, Iván Mesías, quien se alzó en la última. En la clasificación general, el segundo lugar fue para el piloto de Cerveza Escudo y en ese entonces radicado en la ciudad de Temuco, Kurt Horta y el tercero, para el piloto de Fuji-Revista Cosas-Texaco, Carlos Capurro.
El programa de carreras, también estaba compuesto por la Fórmula Cuatro Promocional, que tuvo como novedad, la inclusión de pontones en sus autos, en donde obtuvo el título de campeona la joven piloto de 18 años, Shantal Kazazian, quien arrasó con sus rivales ganando 7 de 12 fechas disputadas, récords actualmente vigentes, el segundo lugar fue para Hernán Allende y el tercero para la otra dama en competencia, Francisca Cortes. Los Fiat Sport 850 tuvo como vencedor al campeón defensor del título, Daniel Sáez, en segundo, el piloto de la ciudad de Coquimbo, Jorge Tirado, y el tercero, para el talagantino, Álvaro Jesús Rodríguez. También contó con los Sport Prototipo, que no participaban del campeonato desde 1988 cuando todavía se llamaba Turismo Carretera, que tuvo como campeón a Juan Gac Soto, obteniendo así el cuarto título en su exitosa carrera, y el debut de los Super Turismo, quienes corrían refundidos con los Sport Prototipo, llevándose el título Alejandro Schmauk a bordo de un Alfa Romeo 33

## Auspiciadores
En esta temporada, los auspiciadores fueron:
| - Denim - Automóvil Club de Chile - Cera Team - Cerveza Escudo - Citroën - Revista Cosas - Fujicolor | - Las Últimas Noticias - Precisión Hispana - Radio Carolina - Sport Wagon - Viña Pérez Llano - Kino - Texaco |

## Equipos y pilotos Fórmula 3 Denim
| N.º | Piloto                | Auto-Motor               | Escudería                                                     | Carreras |
| --- | --------------------- | ------------------------ | ------------------------------------------------------------- | -------- |
| 1   | Kurt Horta            | Larroquette - Citroën    | Cerveza Escudo                                                | Todas    |
| 2   | Santiago Bengolea     | Larroquette - Citroën    | Amortiguadores Monroe - Kodak - Goodyear - Castrol            | 1;3-9;12 |
| 3   | Giuseppe Bacigalupo   | Larroquette - Alfa Romeo | Marlboro - Shell                                              | Todas    |
| 4   | Héctor Sotomayor      | Larroquette - Renault    | Cerveza Escudo                                                | Todas    |
| 5   | Carlos Capurro        | Larroquette - Renault    | Fuji - Revista Cosas - Lubricantes Texaco - Braun             | Todas    |
| 6   | Jorge Hormann         | Larroquette - Renault    | Combustibles Comar - Lubricantes Castrol                      | 7-12     |
| 7   | Lino Pesce jr.        | Larroquette - Citroën    | Sport Wagon - Unocal 76                                       | 1-6;8-12 |
| 8   | Martín Ferrer         | Larroquette - Nissan     | Cera Team - Kenwood - Pisco Capel - Motul - Automotriz Eliseo | 5-12     |
| 9   | Iván Mesías           | Larroquette - Alfa Romeo | Marlboro - Shell                                              | Todas    |
| 10  | Julio Infante         | Larroquette - Renault    | Prove Rep - V.T.J. Autos                                      | 3-11     |
| 11  | Ramón Ibarra          | Larroquette - Renault    | Valvoline - Covial - Akai                                     | Todas    |
| 12  | Juan Carlos Carbonell | Larroquette - Renault    | WD-40 - Silipress                                             | 2-12     |
| 17  | Arturo Bucarey        | Larroquette - Citroën    | Sport Wagon - Unocal 76                                       | 7        |
| 18  | Gonzalo Carbonell     | Larroquette - Renault    | WD-40 - Silipress                                             | 2-12     |
| 19  | Claudio Israel        | Larroquette - Nissan     | Cera Team - Denim - Pisco Capel - Motul - Automotriz Eliseo   | 3-7;12   |
| 21  | Fernando Calvo        | Larroquette - Renault    |                                                               | 2-6      |
| 22  | Marcelo Aniballi      | Larroquette - Renault    | Telemundi - Ingeser - Buró                                    | 2-6      |
| 23  | Shahan Kazazian       | Larroquette - Renault    | Kazazian Competición                                          | 4-11     |
| 24  | Pedro García Miró     | Dallara - Renault        | Celulares Technophone - Lubricantes Torco                     | Todas    |
| 25  | René Valenzuela       | Larroquette - Renault    | Lubricantes Maraven                                           | 1-3      |
| 27  | Juan Carlos Ridolfi   | Larroquette - Citroën    | Amortiguadores Monroe - Kodak - Goodyear - Castrol            | 2;10     |
| 30  | Francisco Heymann     | Larroquette - Renault    | Celulares Technophone                                         | Todas    |

TEMPORADA
| Fº   | Día              | Circuito                | Ciudad   | Gran Premio                | Ganador             |
| ---- | ---------------- | ----------------------- | -------- | -------------------------- | ------------------- |
| 1.º  | 3 de marzo       | Autódromo Las Vizcachas | Santiago | Cerveza Escudo             | Lino Pesce Jr.      |
| 2.º  | 31 de marzo      | Autódromo Las Vizcachas | Santiago | Sport Wagon - Citroën      | Kurt Horta          |
| 3.º  | 14 de abril      | Autódromo Las Vizcachas | Santiago | Cera Team                  | Carlos Capurro      |
| 4.º  | 19 de mayo       | Autódromo Las Vizcachas | Santiago | Denim - Alfa Romeo         | Giuseppe Bacigalupo |
| 5.º  | 9 de junio       | Autódromo Las Vizcachas | Santiago | Fórmula 3 y Asociados      | Kurt Horta          |
| 6.º  | 30 de junio      | Autódromo Las Vizcachas | Santiago | Fuji                       | Carlos Capurro      |
| 7.º  | 18 de agosto     | Autódromo Las Vizcachas | Santiago | Indiana Amortiguadores     | Giuseppe Bacigalupo |
| 8.º  | 15 de septiembre | Autódromo Las Vizcachas | Santiago | Sergio Santander Benavente | Giuseppe Bacigalupo |
| 9.º  | 13 de octubre    | Autódromo Las Vizcachas | Santiago | Revista Cosas              | Giuseppe Bacigalupo |
| 10.º | 27 de octubre    | Autódromo Las Vizcachas | Santiago | Cera Team                  | Giuseppe Bacigalupo |
| 11.º | 10 de noviembre  | Autódromo Las Vizcachas | Santiago | Denim - Copa RTU           | Kurt Horta          |
| 12.º | 24 de noviembre  | Autódromo Las Vizcachas | Santiago | Cerveza Escudo             | Iván Mesías         |

## Equipos y pilotos Fórmula 4 Promocional
| N.º | Piloto              | Escudería                                                                    | Carreras |
| --- | ------------------- | ---------------------------------------------------------------------------- | -------- |
| 2   | Carlos Lara         |                                                                              | Todas    |
| 3   | Mauricio Abramovich | Casino Las Vizcachas - Liqui Moly - Importadora BAN - Alfa 2000              | Todas    |
| 4   | Bernardo Mandiola   | Cera Team - ESPN - Kenwood - Hornos Mundial                                  | Todas    |
| 5   | Patricio Romero     | Automotora Alca - Mario Haddad - Le Bert Carburadores                        | 1-6      |
| 6   | Valentín Zúñiga     | Marisquería El Muelle                                                        | 3-12     |
| 7   | Sebastián Marisio   | Industrias Marisio - Universidad Las Condes                                  | 4-12     |
| 8   | Miguel Ángel Castro | Amortiguadores Monroe                                                        | 3-8      |
| 9   | Shantal Kazazian    | Mayonesa Hellman's                                                           | Todas    |
| 11  | José Miguel Rubio   | STP - Discoteque Caledonia                                                   | 3-11     |
| 12  | Claudio Villarino   | STP - Cobol S.A. - Garaje Sudamericano                                       | 2-12     |
| 14  | Jorge Donoso        | Donoso Ltda.                                                                 | 8-12     |
| 16  | Juan Carlos Torres  | Desenzani - Prove-Rep - Le Bert Carburadores                                 | 5-12     |
| 18  | Francisca Cortes    | Pompeyo Carrasco - Papas Fritas Gin Gin - Centinela - RAM - Ingeser          | 2-12     |
| 19  | Pedro Quinteros     | Lubricantes Valvoline                                                        | 7-8      |
| 20  | Jorge Goldsmith     | Mario Haddad                                                                 | 3-4      |
| 21  | Ricardo Kobler      | Importadora Viena                                                            | 4        |
| 22  | Hernán Allende      | Lubricantes Valvoline - AEG Olympia - Hola Impresores - Le Bert Carburadores | Todas    |
| 23  | Calixto Rubio       | Pinturas Real - Moda Color - Isesa                                           | 5-12     |
| 26  | Francisco Rioseco   | Remapa - Constructora Iquique                                                | 3-12     |

TEMPORADA
| Fº   | Día              | Circuito                | Ciudad   | Gran Premio                | Ganador             |
| ---- | ---------------- | ----------------------- | -------- | -------------------------- | ------------------- |
| 1.º  | 3 de marzo       | Autódromo Las Vizcachas | Santiago | Cerveza Escudo             | Shantal Kazazian    |
| 2.º  | 31 de marzo      | Autódromo Las Vizcachas | Santiago | Sport Wagon - Citroën      | Shantal Kazazian    |
| 3.º  | 14 de abril      | Autódromo Las Vizcachas | Santiago | Cera Team                  | Mauricio Abramovich |
| 4.º  | 19 de mayo       | Autódromo Las Vizcachas | Santiago | Denim - Alfa Romeo         | Hernán Allende      |
| 5.º  | 9 de junio       | Autódromo Las Vizcachas | Santiago | Fórmula 3 y Asociados      | Shantal Kazazian    |
| 6.º  | 30 de junio      | Autódromo Las Vizcachas | Santiago | Fuji                       | Francisca Cortes    |
| 7.º  | 18 de agosto     | Autódromo Las Vizcachas | Santiago | Indiana Amortiguadores     | Shantal Kazazian    |
| 8.º  | 15 de septiembre | Autódromo Las Vizcachas | Santiago | Sergio Santander Benavente | Shantal Kazazian    |
| 9.º  | 13 de octubre    | Autódromo Las Vizcachas | Santiago | Revista Cosas              | Hernán Allende      |
| 10.º | 27 de octubre    | Autódromo Las Vizcachas | Santiago | Cera Team                  | Francisca Cortes    |
| 11.º | 10 de noviembre  | Autódromo Las Vizcachas | Santiago | Denim - Copa RTU           | Shantal Kazazian    |
| 12.º | 24 de noviembre  | Autódromo Las Vizcachas | Santiago | Cerveza Escudo             | Shantal Kazazian    |

## Equipos y pilotos Fiat Sport 850
| N.º | Piloto                 | Procedente de | Escudería                                                                           | Carreras |
| --- | ---------------------- | ------------- | ----------------------------------------------------------------------------------- | -------- |
| 1   | Daniel Sáez            | Santiago      | AutoStar - Solgy Demoliciones - Alumasep Ltda. - Mazzey y Cia.                      | Todas    |
| 2R  | Luis Yáñez             | Santiago      | Lubricantes Trimax - Comercial Kardan                                               | Todas    |
| 3   | Hernán Rodríguez       | Santiago      | Comercial RB Ltda.                                                                  | Todas    |
| 4   | Joselo Vega            | San Fernando  | Multitiendas Miranda - Cafetería El Escorial                                        | 12       |
| 6   | Álvaro Jesús Rodríguez | Talagante     | Lubricantes Maraven - Transportes Araucaria - Pinturas Miguel Ángel Mora            | Todas    |
| 7   | Jorge Retamales        | Viña del Mar  | Hernández Motores Rectificación - Meneses y Díaz - Kovi Mecánica                    | Todas    |
| 9   | Víctor Gallegos        | Coquimbo      | Papayas Olivier - Ferretería Santiago                                               | 1-3      |
| 9   | Romano Olivier         | Vicuña        | Papayas Olivier - Pisco Capel                                                       | 4-6      |
| 10  | Roberto Rivera         | Santiago      | Calypso Maquinarias - Wynn's                                                        | Todas    |
| 11  | Fernando Peralta       | Santiago      | Peralta Maquinarias - Comercial Nataniel                                            | Todas    |
| 15  | Pablo Baeza            | Santiago      | Bio Fit - Radio Sintonía                                                            | Todas    |
| 16  | Waldo Cancino          | Santiago      | Lubricantes Castrol - Muebles Arauco - Cementa                                      | 8-12     |
| 17  | Oscar Alcaíno          | Santiago      | Automotriz Alcaíno                                                                  | 2-5;7-11 |
| 18  | Felipe Toledo          | Santiago      | Pan Bimbo - Granitos de Oro                                                         | 11-12    |
| 19  | Sandra Rodríguez       | Santiago      | Comercial RB - Importadora Multimaq - Plasmivack Ltda.                              | Todas    |
| 20  | Mario Alcaíno          | Santiago      | Desarmaduría Autosport - Mangueras Fanadego                                         | 1-5;7-11 |
| 21  | Giuseppe Arione        | Santiago      | Bombas Diana - Calpeda Pompe - Cerraduras Anver                                     | Todas    |
| 22  | Jorge Rica             | Santiago      | Sellomec                                                                            | 4;11     |
| 23  | José Baeza             | Santiago      | Bio Fit                                                                             | 1        |
| 23  | Nelson Cid             | Osorno        | Servicid                                                                            | 2        |
| 23  | Rodrigo Eckholt        | Santiago      |                                                                                     | 12       |
| 24  | Gonzalo Sáez           | Santiago      | Fiat Sáez - Pinturas Mandecolor                                                     | 1        |
| 24  | Pablo Lewin            | Santiago      | Lubricantes Valvoline - Muebles Fontana - Gimnasio Gaona                            | 2-12     |
| 25  | Jorge Hormann          | Santiago      |                                                                                     | 1        |
| 25  | Carlos Figueroa        | Santiago      | Productos Nugget                                                                    | 4        |
| 26  | Patricio Vidal         | Santiago      | Fax Chile                                                                           | 2        |
| 26  | Carlos Hormann         | Santiago      | Simec - Comtel                                                                      | 7-8      |
| 27  | Jorge Tirado           | Coquimbo      | Transportes Tamarugal - Papayas Olivier - Servicio Automotriz Universal - Valvoline | 2-12     |
| 28  | Jorge Tirado Jr.       | Coquimbo      | Transportes Tamarugal - Pernostock                                                  | 6;8      |
| 28  | Juan Ramírez           | Coquimbo      | Colchones Celta - FGC Inyecciones                                                   | 11-12    |
| 29  | Roberto Fregosi        | Santiago      | Frenos Fregosi                                                                      | 12       |
| 31  | Kiko Vallejos          | Viña del Mar  | Hernández Motores Rectificación - Parrilla Argentina Armandita                      | 12       |

TEMPORADA
| Fº   | Día              | Circuito                | Ciudad   | Gran Premio                | Ganador                |
| ---- | ---------------- | ----------------------- | -------- | -------------------------- | ---------------------- |
| 1.º  | 3 de marzo       | Autódromo Las Vizcachas | Santiago | Cerveza Escudo             | Álvaro Jesús Rodríguez |
| 2.º  | 31 de marzo      | Autódromo Las Vizcachas | Santiago | Sport Wagon - Citroën      | Daniel Sáez            |
| 3.º  | 14 de abril      | Autódromo Las Vizcachas | Santiago | Cera Team                  | Daniel Sáez            |
| 4.º  | 19 de mayo       | Autódromo Las Vizcachas | Santiago | Denim - Alfa Romeo         | Daniel Sáez            |
| 5.º  | 9 de junio       | Autódromo Las Vizcachas | Santiago | Fórmula 3 y Asociados      | Daniel Sáez            |
| 6.º  | 30 de junio      | Autódromo Las Vizcachas | Santiago | Fuji                       | Jorge Tirado           |
| 7.º  | 18 de agosto     | Autódromo Las Vizcachas | Santiago | Indiana Amortiguadores     | Jorge Tirado           |
| 8.º  | 15 de septiembre | Autódromo Las Vizcachas | Santiago | Sergio Santander Benavente | Jorge Tirado           |
| 9.º  | 13 de octubre    | Autódromo Las Vizcachas | Santiago | Revista Cosas              | Oscar Alcaíno          |
| 10.º | 27 de octubre    | Autódromo Las Vizcachas | Santiago | Cera Team                  | Álvaro Jesús Rodríguez |
| 11.º | 10 de noviembre  | Autódromo Las Vizcachas | Santiago | Denim - Copa RTU           | Daniel Sáez            |
| 12.º | 24 de noviembre  | Autódromo Las Vizcachas | Santiago | Cerveza Escudo             | Daniel Sáez            |

## Equipos y pilotos Sport Prototipo
| N.º | Piloto                 | Procedente de | Escudería                                                                                 | Carreras    |
| --- | ---------------------- | ------------- | ----------------------------------------------------------------------------------------- | ----------- |
| 2   | Lino Pesce padre       | Santiago      | Sport Wagon - Gazpesa                                                                     | 1-8         |
| 3   | Hugo Hernán            | Santiago      | Semilleria La Catedral - Bymetal - Valvoline                                              | Todas       |
| 5   | Lino Orueta            | Rancagua      | Cecinas Super - Lubricantes Elf - Coesam                                                  | Todas       |
| 8   | Claudio Ramírez        | Santiago      | Mecánica LARD                                                                             | 5-12        |
| 9   | Juan Gac Soto          | Santiago      | Radiadores Gallardo - Juan Gac Rectificación -Skorpios                                    | Todas       |
| 10  | Juan Carlos Gac        | Santiago      | Radiadores Gallardo - Juan Gac Rectificación - Skorpios                                   | Todas       |
| 11  | Jorge Miguel Fernández | Santiago      | Cerraduras Anver - Pinturas Revor - Valvoline - Buró - Baeza y Baeza - Cementa - Skorpios | 1-8 ; 11-12 |
| 12  | Patricio Pérez         | Santiago      | Cerraduras Anver - Pinturas Revor - Valvoline - Buró - Baeza y Baeza - Cementa - Skorpios | 6;9-10      |
| 13  | Fernando Calderón      | Melipilla     | Pollos Ariztía - Radio Serrano                                                            | Todas       |
| 15  | Juan Ávila             | Santiago      | Frenos Looping - Rectificadora Juan Gac                                                   | Todas       |
| 22  | Nicolás Vergara        | Santiago      | Cerraduras Anver - Pinturas Revor - Valvoline - Buró - Baeza y Baeza - Cementa - Skorpios | 11          |
| 24  | Carlos Arevalo         | Santiago      | Cerraduras Anver - Pinturas Revor - Valvoline - Buró - Baeza y Baeza - Cementa - Skorpios | 9           |

TEMPORADA
| Fº   | Día              | Circuito                | Ciudad   | Gran Premio                | Ganador                |
| ---- | ---------------- | ----------------------- | -------- | -------------------------- | ---------------------- |
| 1.º  | 3 de marzo       | Autódromo Las Vizcachas | Santiago | Cerveza Escudo             | Lino Pesce Padre       |
| 2.º  | 31 de marzo      | Autódromo Las Vizcachas | Santiago | Sport Wagon - Citroën      | Lino Pesce Padre       |
| 3.º  | 14 de abril      | Autódromo Las Vizcachas | Santiago | Cera Team                  | Lino Pesce Padre       |
| 4.º  | 19 de mayo       | Autódromo Las Vizcachas | Santiago | Denim - Alfa Romeo         | Lino Pesce Padre       |
| 5.º  | 9 de junio       | Autódromo Las Vizcachas | Santiago | Fórmula 3 y Asociados      | Lino Pesce Padre       |
| 6.º  | 30 de junio      | Autódromo Las Vizcachas | Santiago | Fuji                       | Juan Carlos Gac        |
| 7.º  | 18 de agosto     | Autódromo Las Vizcachas | Santiago | Indiana Amortiguadores     | Jorge Miguel Fernández |
| 8.º  | 15 de septiembre | Autódromo Las Vizcachas | Santiago | Sergio Santander Benavente | Juan Gac               |
| 9.º  | 13 de octubre    | Autódromo Las Vizcachas | Santiago | Revista Cosas              | Juan Gac               |
| 10.º | 27 de octubre    | Autódromo Las Vizcachas | Santiago | Cera Team                  | Juan Gac               |
| 11.º | 10 de noviembre  | Autódromo Las Vizcachas | Santiago | Denim - Copa RTU           | Jorge Miguel Fernández |
| 12.º | 24 de noviembre  | Autódromo Las Vizcachas | Santiago | Cerveza Escudo             | Jorge Miguel Fernández |

## Equipos y pilotos Super Turismo
| N.º | Piloto             | Procedente de | Auto                  | Escudería                                                       | Carreras    |
| --- | ------------------ | ------------- | --------------------- | --------------------------------------------------------------- | ----------- |
| 4   | Alejandro Schmauk  | Santiago      | Alfa Romeo 33         | Denim - Alfa Romeo - Shell - Eurosport                          | 1-7 ; 9-12  |
| 5   | Lino Orueta        | Rancagua      | Fiat 125              | Cecinas Super                                                   | 1           |
| 6   | Orlando Jaramillo  | Rancagua      | Fiat 125              | Viña Pérez Llano - Cera Team - Ingemer                          | Todas       |
| 7   | Luis Pérez         | Santiago      | Volkswagen Escarabajo | Aditivos STP - Rectificadora Electromotor - Valvoline           | 2-12        |
| 14  | Carlos Arellano    | Rancagua      | Lada Samara           | Agrícola Arellano - UTC - Huerto Santa Anita - AgroTrac         | 2;4;6;11-12 |
| 14R | Eduardo Arellano   | Rancagua      | Lada Samara           | Agrícola Arellano - UTC - Huerto Santa Anita - AgroTrac         | 3;5;7;9;12  |
| 16  | Carlos Nahabedian  | Santiago      | Mini Cooper           | Frenos Aspillaga                                                | 5-6         |
| 17  | Gonzalo Sáez       | Santiago      | Fiat 125              | Resortes Andino - Solgy Demoliciones - Automotora Sáez          | 5-6;11-12   |
| 18  | Cristian Rodríguez | Santiago      | Volkswagen Escarabajo | Desarmaduría Todo Volkswagen - Barraca de Fierro Cargioli       | 6-7         |
| 19  | Carlos Leguizamón  | Argentina     | Fiat 128 IAVA         | Valvoline                                                       | 9-12        |
| 21  | Pablo Falcone      | Santiago      | Fiat 125              | Viña Pérez Llano - Pinturas Sipa - Ferretería Garachena         | 7           |
| 40  | Mauricio Chau      | Arica         | Honda Civic RS        | Raam Repuestos - Supermercados Las Brisas - Transportes Ramírez | Todas       |

TEMPORADA
| Fº   | Día              | Circuito                | Ciudad   | Gran Premio                | Ganador           |
| ---- | ---------------- | ----------------------- | -------- | -------------------------- | ----------------- |
| 1.º  | 3 de marzo       | Autódromo Las Vizcachas | Santiago | Cerveza Escudo             | Alejandro Schmauk |
| 2.º  | 31 de marzo      | Autódromo Las Vizcachas | Santiago | Sport Wagon - Citroën      | Alejandro Schmauk |
| 3.º  | 14 de abril      | Autódromo Las Vizcachas | Santiago | Cera Team                  | Alejandro Schmauk |
| 4.º  | 19 de mayo       | Autódromo Las Vizcachas | Santiago | Denim - Alfa Romeo         | Alejandro Schmauk |
| 5.º  | 9 de junio       | Autódromo Las Vizcachas | Santiago | Fórmula 3 y Asociados      | Orlando Jaramillo |
| 6.º  | 30 de junio      | Autódromo Las Vizcachas | Santiago | Fuji                       | Alejandro Schmauk |
| 7.º  | 18 de agosto     | Autódromo Las Vizcachas | Santiago | Indiana Amortiguadores     | Alejandro Schmauk |
| 8.º  | 15 de septiembre | Autódromo Las Vizcachas | Santiago | Sergio Santander Benavente | Orlando Jaramillo |
| 9.º  | 13 de octubre    | Autódromo Las Vizcachas | Santiago | Revista Cosas              | Orlando Jaramillo |
| 10.º | 27 de octubre    | Autódromo Las Vizcachas | Santiago | Cera Team                  | Orlando Jaramillo |
| 11.º | 10 de noviembre  | Autódromo Las Vizcachas | Santiago | Denim - Copa RTU           | Alejandro Schmauk |
| 12.º | 24 de noviembre  | Autódromo Las Vizcachas | Santiago | Cerveza Escudo             | Alejandro Schmauk |

- Datos: Q47771542